# Ruta Nacional 234 (Argentina)
La Ruta Nacional 234 es una carretera asfaltada argentina, ubicada al sur de la Provincia del Neuquén. Con una extensión  de 57 km, se extiende entre la Ruta Nacional 40 en el paraje La Rinconada y la Ruta Nacional 237.

## Recorrido de la ruta

### Provincia de Neuquén
Recorrido: 57 km (kilómetro 0 a 57).
- Departamento Collón Curá: No hay poblaciones.

## Traza antigua

Traza de la ruta hasta el 11 de octubre de 2012.

La Ruta Nacional 234 se encontraba en el plan original de rutas nacionales del 3 de septiembre de 1935, comenzando en la ciudad de Neuquén hasta la intersección con la Ruta Nacional 40 en la localidad de Auquincó, cruzando el pueblo de Añelo. Posteriormente, la mayor parte de esta carretera pasó a jurisdicción provincial, por lo que la Dirección Provincial de Vialidad de Neuquén le cambió la denominación a Ruta Provincial 7. De esta manera la Ruta 234 se redujo al tramo que unía la Ruta Nacional 22 en la ciudad de Neuquén con el pueblo de Barda del Medio, en la Provincia de Río Negro. Este tramo de 29 km fue cedido a través del Decreto Nacional 1595 del año 1979 a la provincia del Neuquén, siendo actualmente parte de la ruta provincial 7. En esa época la actual ruta 234 estaba compuesta por la Ruta Nacional Complementaria J y parte de la Ruta Nacional Complementaria. El 8 de octubre de 2004 en el gobierno de Cristina Férnandez de Kirchner comenzó la obra de pavimentación del tercer tramo de esta ruta, con una longitud de 26 km, entre Villa Traful y Lago Villarino. La traza se incorporó en el año 2012 a la RN N.º 40, la más extensa del país.
Hasta el 11 de octubre de 2012, la ruta unía el paraje La Rinconada con Junín de los Andes, San Martín de los Andes y el Lago Espejo y circulaba por el Camino de los Siete Lagos. La obra fue inaugurada por la presidenta Cristina Fernández de Kirchner.